# Pont-canal de Madron
 (mars 2022).
Le Pont-canal de Madron est un des nombreux ponts de ce type du Canal du Midi, situé dans la commune de Auzeville-Tolosane près de Toulouse dans le département de la Haute-Garonne, en région Occitanie.  